# 애슐리 앳킨슨
애슐리 앳킨슨(Ashlie Atkinson, 1977년 8월 6일 ~ )은 미국의 배우이다.

## 출연 작품
- 아담 (2019)
- 블러드 스트라이프 (2016)
- 레미디 (2013)
- 그녀의 섹시 라이프 (2013)
- 더 울프 오브 월 스트리트 (2013)
- 사이드 이펙트 (2013)
- 마이 베스트 데이 (2012)
- 컴플라이언스 (2012)
- 익스트림 No.13 (2011)
- 베어 시티 (2010)
- 올 굿 에브리씽 (2010)
- 인비저블 사인 (2010)
- 먹고 기도하고 사랑하라 (2010)
- 헝그리 이어스 (2009)
- 그곳에선 아무도 거짓말을 하지 않는다 (2009)
- 어나더 게이 무비 2 (2008)
- 나의 인생 나의 기타 (2008)
- 마고 앳 더 웨딩 (2007)
- 퀴드 프로 쿼 (2006)
- 어나더 게이 무비 (2006)
- 인사이드 맨 (2006)
- 레스큐 미 시즌1 (2004)